# Mont-sur-Monnet
Mont-sur-Monnet é uma comuna francesa na região administrativa de Borgonha-Franco-Condado, no departamento de Jura. Estende-se por uma área de 19,93 km². Em 2010 a comuna tinha 252 habitantes (densidade: 12,6 hab./km²).